# Parunxia
Parunxia is een kevergeslacht uit de familie van de boktorren (Cerambycidae). De wetenschappelijke naam van het geslacht werd voor het eerst geldig gepubliceerd in 1977 door Napp.

## Soorten
Parunxia is monotypisch en omvat slechts de volgende soort:
- Parunxia scopifera (Klug, 1825)